# Sierpotymalek cienkodzioby
Sierpotymalek cienkodzioby (Rimator malacoptilus) – gatunek ptaka z rodziny dżunglaków (Pellorneidae).

## Systematyka
Systematyka gatunku niejasna, podgatunek pasquieri przez niektóre ujęcia systematyczne jest traktowany jako odrębny gatunek.

## Zasięg występowania
Sierpotymalek cienkodzioby występuje w zależności od podgatunku:
- R. malacoptilus malacoptilus – sierpotymalek cienkodzioby – Himalaje od północno-wschodnich Indii do południowych Chin
- R. malacoptilus pasquieri – sierpotymalek białogardły – północno-zachodni Wietnam

## Status
Międzynarodowa Unia Ochrony Przyrody (IUCN) od 2008 roku uznaje sierpotymalki cienkodziobego i białogardłego za osobne gatunki. Sierpotymalek cienkodzioby uznawany jest za gatunek najmniejszej troski (LC – Least Concern). Jego liczebność nie została oszacowana, ale ptak ten opisywany jest jako zazwyczaj rzadki, a jego populacja maleje. Sierpotymalek białogardły jest klasyfikowany jako gatunek zagrożony (EN – Endangered). Liczebność jego populacji również nie została oszacowana, ptak ten jest opisywany jako rzadki na swoim niewielkim zasięgu występowania, a trend liczebności populacji jest spadkowy.